# The Arrival
The Arrival (bra: A Invasão; prt: Eles Chegaram) é um filme méxico-norte-americano de 1996, dos gêneros suspense e ficção científica, escrito e dirigido por David Twohy.
Estrelado por Charlie Sheen, Lindsay Crouse, Teri Polo, Ron Silver e Richard Schiff, The Arrival foi produzido pela Live Entertainment e distribuído pela Orion Pictures.

## Enredo
O radioastrônomo Zane Zaminski (Charlie Sheen) descobre evidências de vida extraterrestre inteligente e se vê no meio de uma conspiração envolvendo humanos e alienígenas invasores.

## Elenco
- Charlie Sheen como Zane Zaminsky
- Lindsay Crouse como Ilana Green
- Richard Schiff como Calvin
- Ron Silver como Phil Gordian / Guarda mexicano
- Teri Polo como Char
- Phyllis Applegate como Sra. Roosevelt
- Leon Rippy como agentes 1
- Buddy Joe Hooker como agentes 2
- Tony T. Johnson como Kiki
- David Villalpando como um Cabbie

## Produção
Segundo entrevistas de David Twohy na época do lançamento, o filme foi inspirado pelo seu amor a astronomia e o seu fascínio a possibilidade de existir vida extraterrestre, e contou com uma substancial pesquisa enquanto escrevia o roteiro, incluindo entrevistas com engenheiros do SETI. O filme inicialmente se chamava Shockwave durante a escrita do roteiro.
Charlie Sheen foi escolhido para o papel de Zane Zaminsky, depois de David ver sua versatilidade como ator em Terminal Velocity, que David Twohy escreveu o roteiro.
As filmagens se deram entre 29 de setembro de 1995 a 7 de dezembro de 1995, tendo locações na Califórnia e México (Centro Nacional de las Artes) na Cidade do México, incluindo o edifício da escola de dança é o usado como locação para a NASA). Cena final foi gravada no Observatório de Rádio Owens Valley (OVRO), um observatório de radioastronomia localizado perto de Big Pine, Califórnia em Owens Valley.

## Lançamento

### Críticas
O filme foi recebido de forma positiva pelos críticos, o site Rotten Tomatoes mostra uma média de 64% dos críticos deram ao filme uma crítica positiva com base em 33 avaliações, com uma pontuação média de 6.4/10 e é consenso que The Arrival é elegante e inventivo e oferece um virada surpreendentemente inteligente sobre o gênero invasão alienígena".

### Bilheteria
Apesar dos elogios da crítica e do público, o filme arrecadou apenas US$ 14 milhões no mercado doméstico norte-americano, contra um orçamento de produção estimado em US$ 25 milhões. Parte disso deveu-se à campanha de marketing de alta visibilidade para o lançamento do filme Independence Day, pouco mais de um mês depois, que também recebeu uma resposta de crítica mista, mas acabou se tornando um fenômeno de bilheteria.
No entanto, The Arrival teve um bom desempenho internacionalmente, em parte porque Charlie Sheen ainda mantinha alta popularidade em todo o mundo na época.

### Home media
Em 1996 é lançado em laserdisc pela Live Home Video, que em 1997 lança também nos formatos VHS e DVD. Uma edição especial em laserdisc em 1996 foi lançada pela Pioneer Entertainment, com comentários, entrevistas, documentários e finais alternativos que não foram incluídos em lançamentos posteriores.
Uma versão em Blu-ray do filme foi lançada em 21 de abril de 2009. Ao contrário do lançamento do laserdisc, a versão em Blu-ray não inclui conteúdos extras.

### Sequela
Uma continuação, Arrival II, alternativamente chamado de The Second Arrival, digida por Kevin S. Tenney, foi lançada diretamente em vídeo em 6 de novembro de 1998. O filme se passa dois anos após os acontecimentos do primeiro filme, estrelado por Patrick Muldoon e Jane Sibbett.

## Prêmios
| Ano  | Premiação                                           | Categoria                            | Trabalho                   | Resultado | Ref.                |
| ---- | --------------------------------------------------- | ------------------------------------ | -------------------------- | --------- | ------------------- |
| 1996 | Festival Internaciona de Cinema Fantàstic de Sitges | Melhor filme                         | The Arrival de David Twohy | Indicado  | [carece de fontes?] |
| 1997 | Saturn Award                                        | Melhor lançamento em vídeo doméstico | The Arrival de David Twohy | Venceu    | [carece de fontes?] |

## Trilha sonora
A trilha sonora foi idealizada pelo compositor norte-americano Arthur Kempel e interpretada pela orquestra sinfônica baseada em Seatle, Northwest Sinfonia. Lançada em CD em junho de 1996 pela selo londrino Silva Screen no Reino Unido e nos Estados Unidos pelo Silva America, braço americano da mesma gravadora, no mesmo ano. É disponibilizado em formato digital em 25 de abril de 2012 pela BSX Records.
Todas as faixas escritas e compostas por Arthur Kempel. 
| The Arrival - Original Motion Picture Soundtrack |                                 |         |  |
| N.º                                              | Título                          | Duração |  |
| 1.                                               | "Main Title"                    | 2:35    |  |
| 2.                                               | "Day Of The Dead"               | 2:15    |  |
| 3.                                               | "The Elevator"                  | 2:54    |  |
| 4.                                               | "The Clone"                     | 1:42    |  |
| 5.                                               | "Mexico"                        | 2:16    |  |
| 6.                                               | "Satellite Man"                 | 1:33    |  |
| 7.                                               | "Planting The Emploder"         | 2:12    |  |
| 8.                                               | "Perhaps They're Talking"       | 2:26    |  |
| 9.                                               | "Zane Sneaks In"                | 2:34    |  |
| 10.                                              | "Gordian's Arrival"             | 3:56    |  |
| 11.                                              | "Stranger Then You Can Imagine" | 1:23    |  |
| 12.                                              | "The Conspiracy"                | 2:35    |  |
| 13.                                              | "The Underground World"         | 4:58    |  |
| 14.                                              | "Finale"                        | 5:08    |  |
| 15.                                              | "The Arrival"                   | 2:35    |  |
| Duração total:                                   | Duração total:                  | 39:07   |  |

## Videogame
O jogo eletrônico The Arrival foi lançada para Macintosh e Windows em versão CD-ROM, no ano de 1997. Publicado pela Live Interactive e desenvolvido pela Enteraktion, Inc, com direção criativa de Shon Damron, o jogo é visto na perspectiva em primeira pessoa com liberdade de movimentação e jogabilidade com base na resolução de puzzles com temas de ficção científica. O jogo é não-linear, se passa dez anos depois do final do filme e apresenta vários finais diferentes.
As críticas da época ressaltam que a adaptação tem uma história que serve como complemento ao filme em vez de uma simples cópia do enredo, mas que o resultado final é um jogo de aventura mediano.[carece de fontes?] O site especializado em videogames GameSpot, na sua critica deu a nota de 66/100 e evidencia as qualidades do jogo, como os belos gráficos 3d pré-rendenizados, o ambiente em alta resolução e sprites detalhados, a narrativa não-linear incomum para o gênero e como pontos fracos, a baixa qualidade das faixas de áudio e o trabalho de atuação de voz péssimo.